# Déu en el judaisme
Déu en el judaisme ha estat concebut de diverses maneres. Tradicionalment, el judaisme sosté que Jahvè, el Déu d'Abraham, Isaac i Jacob i el déu nacional dels israelites, va alliberar els israelites de l'esclavitud a Egipte i els va donar la Llei de Moisès al mont Sinaí tal com es descriu a la Torà. Els jueus tradicionalment creuen en una concepció monoteista de Déu (Déu és només un), que és alhora transcendent (totalment independent i allunyat de l'univers material) i immanent (implicat en l'univers material).
Déu és concebut com a únic i perfecte, lliure de totes les faltes, deficiències i defectes, i a més considerat com a omnipotent, omnipresent, omniscient i completament infinit en tots els seus atributs, que no té parella ni igual, sent l'únic creador de tot el que existeix. En el judaisme, Déu no es representa mai amb cap imatge. La Torà va prohibir específicament atribuir a alguna altra entitat la seva singular sobirania, ja que es considera que és l'absolut sense un segon ésser, indivisible i incomparable, que s'assembla a res i res és comparable a ell. Així, Déu no s'assembla a res del món o del món que està més enllà de totes les formes de pensament i expressió humanes. Els noms de Déu que s'utilitzen més sovint a la Bíblia hebrea són el tetragrama (en hebreu: יהוה, romanitzat: YHWH) i Elohim. Altres noms de Déu en el judaisme tradicional inclouen El-Elyon, El Shaddai i Shekhinah.
Segons la teologia jueva racionalista articulada pel filòsof i jurista jueu medieval Moisès Maimònides, que després va dominar gran part del pensament jueu oficial i tradicional, Déu s'entén com l'ésser absolut, indivisible i incomparable que és la deïtat creadora (causa i preservador de tota existència). Maimònides va afirmar la concepció d'Avicenna de Déu com l'Ésser Suprem, tant omnipresent com incorpori, necessàriament existent per a la creació de l'univers mentre rebutjava la concepció d'Aristòtil de Déu com el motor immòbil, juntament amb diverses opinions d'aquest últim com la negació de Déu com a creador i afirmació de l'eternitat del món. Les interpretacions tradicionals del judaisme generalment emfatitzen que Déu és personal, però que també és transcendent i capaç d'intervenir en el món, mentre que algunes interpretacions modernes del judaisme emfatitzen que Déu és una força o ideal impersonal en lloc d'un ésser sobrenatural preocupat per l'univers.